# Vegetabilsk fedtstof og olie
Vegetabilsk fedtstof og olie (de spiselige flydende kaldes madolie) er betegnelsen for flydende fedt udvundet fra plantedele, typisk planternes frø. Vegetabilsk olie bruges bl.a. i madlavningen, i fødevare- og kosmetikindustrien og som biobrændsel.
Ikke alle slags vegetabilsk fedtstof eller olie bør spises, f.eks. ikke ricinusolie.
Vegetabilsk olie udvindes ved kold- eller varmpresning af det fedtholdige plantemateriale. Koldpressede olier har typisk en kraftigere farve og smag, ligesom deres indhold af antioxidanter og vitaminer er bevaret. Varmpressede olier er ikke nær så sunde og anvendes typisk til stegning og friture.

## Næringsinformation
De forskellige typer af vegetabilsk olie har hver især en forskellig sammensætning af fedtsyrer, hvilket gør dem anvendelige til forskellige formål. 
Olier er flydende ved stuetemperatur pga. deres generelt høje indhold af umættede fedtsyrer.
Olier med højt indhold af flerumættede fedtsyrer (f.eks. majs- og vindruekerneolie) bør ikke anvendes til stegning, da de bliver usunde ved for kraftig opvarmning, men de er til gengæld fine i f.eks. dressinger. For alle olier gælder det dog, at stegning ikke bør foregå ved for høj temperatur, da den ødelægger fedtsyrerne og der udvikles røg. 